# 2. Panzer-Division
La 2. Panzer-Division era una divisione corazzata della Wehrmacht. Costituita nel 1935 e reclutata principalmente in Baviera e Austria, prese parte a numerose campagne tedesche della seconda guerra mondiale, in particolare diede prova di grande slancio e capacità nel 1940, raggiungendo per prima le coste della Manica dopo il grande sfondamento della linea della Mosa, nel 1941, entrando ad Atene e avvicinandosi fino alla periferia di Mosca, nel 1944 dove a Mortain e nelle Ardenne fu la formazione corazzata che più mise in difficoltà le forze alleate sul Fronte occidentale.
Si arrese alle truppe americane alla fine del conflitto, nel maggio 1945.
Comandata in origine dal famoso generale Heinz Guderian, tra le sue file si distinsero numerosi ufficiali, tra cui Hermann Balck, Rudolf Veil, Heinrich von Lüttwitz, Karl Decker, Albrecht von Boxberg, Meinrad von Lauchert, Hans-Günther Stotten, Hans-Ulrich Back, Joachim Gutmann.

## Storia

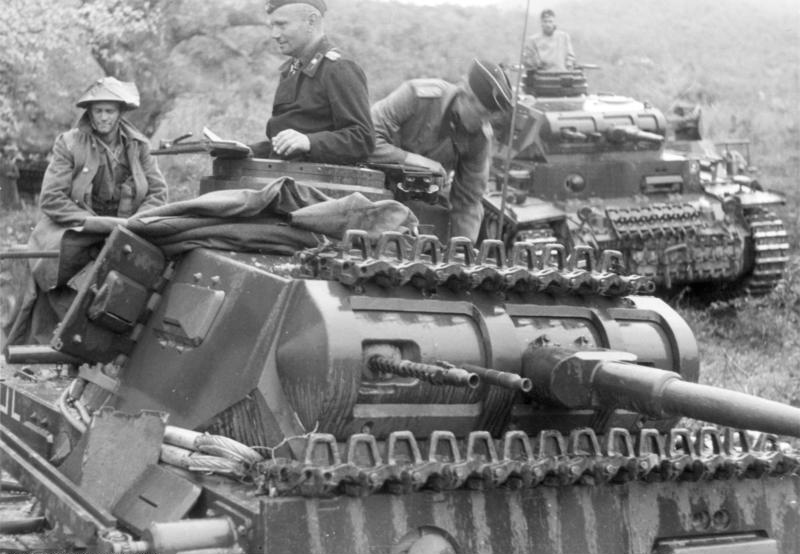
Grecia, 1941: due Panzer III della 2. Panzer-Division con alcuni prigionieri neozelandesi. L'ufficiale in torretta in primo piano è l'oberstleutnant Hermann Balck, comandante del 3. Panzer-Regiment durante la campagna dei Balcani.

| Luogo                            | Periodo             |
| Polonia                          | set 1939 - gen 1940 |
| Germania e Francia               | gen 1940 - set 1940 |
| Polonia                          | set 1940 - apr 1941 |
| Balcani                          | apr 1941 - set 1941 |
| Fronte orientale, settore centro | set 1941 - feb 1944 |
| Francia                          | feb 1944 - dic 1944 |
| Ardenne e Germania               | dic 1944 - mag 1945 |

### Dalla creazione alla campagna di Francia
La divisione venne istituita il 15 ottobre 1935 presso Würzburg. Nel 1938 fu utilizzata durante l'Anschluss e trasferita a Vienna, in seguito a ciò tra le sue file si vennero a trovare numerosi austriaci e la divisione ottenne il soprannome di "viennese".

Nel settembre 1939, inquadrata nel XVIII Corpo d'Armata sotto il comando del generale Wilhelm List, prese parte alla campagna di Polonia conquistando Leopoli e impedendo all'esercito polacco di fuggire nell'allora neutrale Romania, operazioni in cui ebbe perdite piuttosto pesanti. In seguito partecipò alla campagna di Francia dove, nel mese di maggio, catturò la città di Abbeville contribuendo a chiudere la sacca di Dunkerque.

Conclusa con successo la conquista della Francia, l'unità venne utilizzata nuovamente in Polonia per compiti di occupazione mentre veniva riorganizzata.

### Penisola balcanica e fronte orientale

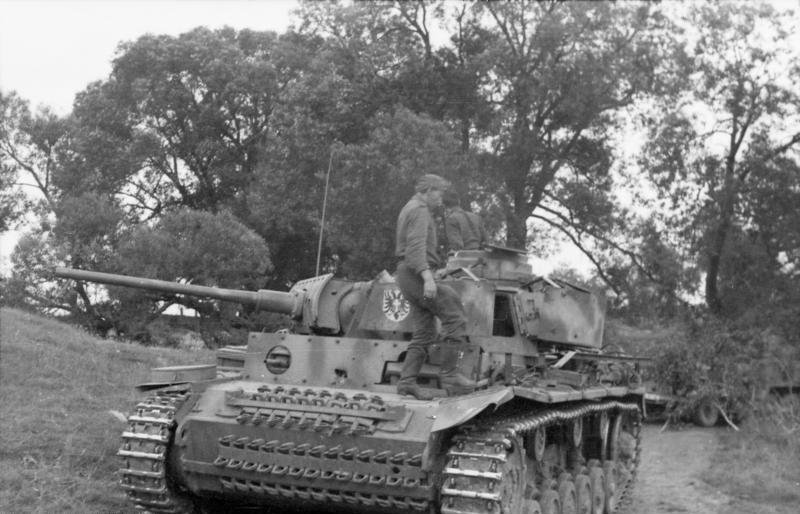
Un Panzer III del 3. Panzer-Regiment al fronte orientale nell'agosto 1943

Nell'aprile 1941 la divisione fu trasferita in Romania e prese poi parte all'operazione Marita: la 2. Panzer-Division passò il confine jugoslavo il 6 aprile. con il XVIII Corpo da montagna in seno alla 12ª Armata, contribuendo successivamente alla presa di Salonicco e infine, agli inizi di maggio, alla conquista di Atene insieme alla 5. Panzer-Division ed alla 6. Gebirgs-Division.
Conclusa la campagna venne disposto il trasferimento dell'unità in Italia via nave attraccando a Taranto; tuttavia, il 21 maggio 1941 due navi, la Marburg e la Kybfels, affondarono a causa dell'urto con alcune mine inglesi disposte dal posamine HMS Abdiel il giorno precedente. A causa di tali affondamenti il dispiegamento subì notevoli ritardi, visto che le due navi trasportavano un grosso numero di mezzi divisionali. Trasferita prima in Germania, poi in Polonia ed infine nella Francia meridionale, la 2. Panzer-Division raggiunse il fronte sovietico nell'ottobre 1941. Qui la divisione fu inquadrata nell'Heeresgruppe Mitte, e prese parte ai combattimenti di avvicinamento a Mosca. La controffensiva invernale dell'Armata Rossa costrinse l'unità a ritirarsi con pesanti perdite.

Nel 1942 partecipò alle battaglie difensive sostenute dal suo gruppo d'armata e, nel 1943, alla battaglia di Kursk. Nello stesso anno partecipò alle azioni difensive sul fiume Dnepr.

### Il dispiegamento in Normandia, nelle Ardenne e la fine della guerra

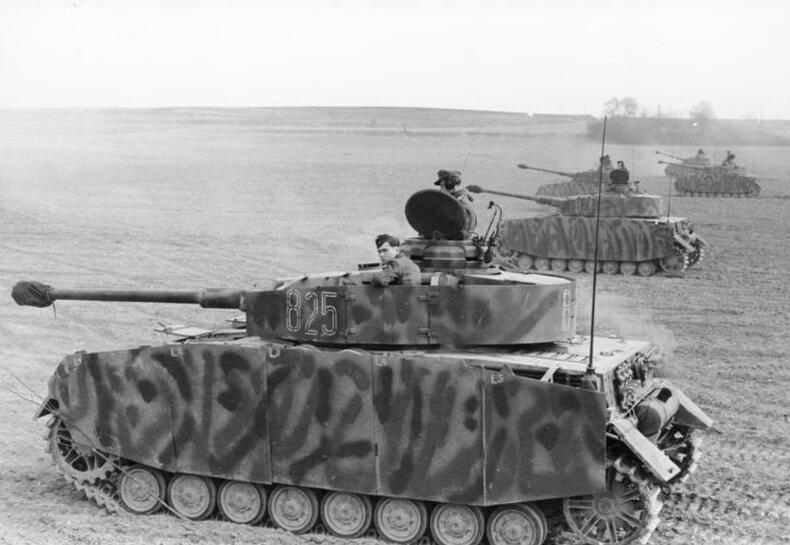
Carri Panzer IV della 2. Panzer-Division in addestramento in Francia in attesa dell'"invasione".

Nel dicembre 1943, a causa delle elevate perdite sofferte durante le battaglie in terra sovietica, la divisione venne spostata in Francia per essere riequipaggiata. Qui prese parte alle battaglie contro gli alleati in Normandia, e si batté con il consueto impegno e coraggio; in particolare contribuì a frenare l'avanzata britannica su Caen e contrattaccò le forze americane durante l'operazione Cobra. Tra le divisioni corazzate tedesche meglio equipaggiate e più esperte delle formazioni schierate in Normandia (era equipaggiata il 6 giugno con 94 Panzer IV e 67 Panther), il 7 agosto partecipò alla disperata operazione Lüttich, effettuando l'avanzata più in profondita sul fianco statunitense e giungendo a pochi chilometri da Avranches prima di essere contrattaccata e costretta a ripiegare dalla schiacciante superiorità del nemico.
Dopo aver subito pesanti perdite (il 10 agosto era scesa a soli 32 Panzer IV e 6 Panther), venne coinvolta nella sacca di Falaise e quasi distrutta, anche se l'unità, ridotta a pochi reparti di granatieri senza alcun carro armato, riuscì a sfuggire all'accerchiamento. Nel settembre 1944 la 2ª Panzer fu trasferita a Willich per essere nuovamente riequipaggiata: in particolare, assorbì i resti della 352. Infanterie-Division. che era stata praticamente distrutta in Normandia circa due mesi prima. Nonostante questi espedienti, l'organico di carri della divisione ammontava a soli 14 mezzi operativi.
Nel dicembre dello stesso anno, inquadrata nella 5ª Armata corazzata del generale Hasso von Manteuffel e equipaggiata ora di 26 Panzer IV, 49 Panther e 46 cannoni d'assalto, prese parte, al comando dell'abile ed esperto colonnello Meinrad von Lauchert, all'offensiva delle Ardenne ottenendo alcuni notevoli successi iniziali. Dopo aver sfondato le linee americane sul fiume Our, i panzer superarono i deboli sbarramenti stradali organizzati dagli elementi corazzati statunitensi della 9ª e della 10ª Divisione corazzata, infliggendo pesanti perdite al nemico, e quindi proseguirono audacemente in profondità aggirando Bastogne. Il 24 dicembre la 2. Panzer-Division arrivò in vista di Dinant sulla Mosa dopo un'avanzata di quasi 100 km. Ormai pericolosamente isolata e intralciata da carenze logistiche e di rifornimenti, venne sorpresa il 25 dicembre da un efficace contrattacco della 2ª Divisione corazzata statunitense proveniente dalle riserve di Eisenhower, subendo una grave sconfitta che la costrinse a un'inevitabile ritirata.
Dopo aver aspramente combattuto in difesa nel saliente delle Ardenne, la 2. Panzer-Division, nonostante il progressivo esaurimento dei suoi mezzi (molti panzer vennero distrutti dai propri soldati, data la mancanza di carburante e l'impossibilità di utilizzarli, nell'Offensiva delle Ardenne nei pressi di Dinant), mantenne la sua coesione e la sua combattività, tentando di difendere la regione del Palatinato contro le potenti forze della 3ª Armata statunitense del generale Patton. Il 16 marzo 1945 la divisione corazzata sferrò il suo ultimo contrattacco a Bad Kreuznach, affrontando i carri della 4ª Divisione corazzata statunitense; dopo dura lotta la 2. Panzer dovette ripiegare oltre il Reno. In aprile 1945 i pochi resti della divisione (circa 200 uomini, 4 carri armati e 3 cannoni d'assalto). furono amalgamati con la debole e appena costituita Thüringen Panzer-Brigade ed impiegati ancora nella difesa di Fulda.

Infine l'8 maggio 1945 la 2. Panzer-Division si arrese agli statunitensi a Plauen. e Bad Kötzting.

## Ordine di battaglia
1935 - 1939: i primi anni
- Stab (Quartier generale)
- 2. Schützen-Brigade (2ª brigata di fanteria motorizzata)
  - 2. Schützen-Regiment (2º reggimento di fanteria motorizzata)
    - Schützen-Bataillon I
    - Schützen-Bataillon II

  - 2. Kradschützen-Abteilung (2º battaglione motociclisti)
- 2. Panzer-Brigade (2ª brigata corazzata)
  - 3. Panzer-Regiment (3º reggimento corazzato)
    - Panzer-Abteilung I
    - Panzer-Abteilung II

  - 4. Panzer-Regiment
    - Panzer-Abteilung I
    - Panzer-Abteilung II
- 74. Artillerie-Regiment (74º reggimento di artiglieria)
  - Artillerie-Abteilung I
  - I/110. Artillerie-Regiment (1ª compagnia del 110º reggimento di artiglieria) - dal 1º settembre 1939[13]
- 38. Panzerjäger-Abteilung (38º battaglione anticarro)
- 5. Aufklärungs-Abteilung (5º battaglione da ricognizione)
- 38. Pionier-Batallion (38º battaglione del genio)
- 38. Panzernachrichten-Abteilung (38º battaglione trasmissioni corazzato) - dal 1º settembre 1939[13]
- 82. Divisions-Nachschubführer (82º treno rifornimenti)
- 82. Feldersatz-Abteilung (82º battaglione rimpiazzi)

1940 - 1943.
- Stab
- 3. Panzer-Regiment
  - Panzer-Abteilung I
  - Panzer-Abteilung II
- 2. Schützen-Regiment
  - Schützen-Bataillon I
  - Schützen-Bataillon II
- 304. Schützen-Regiment
  - Schützen-Bataillon I
  - Schützen-Bataillon II
- 74. Artillerie-Regiment
  - Artillerie-Abteilung I
  - Artillerie-Abteilung II
  - Artillerie-Abteilung III
- 2. Kradschützen-Abteilung
- 5. Aufklärungs-Abteilung
- 38. Panzerjäger-Abteilung
- 38. Pionier-Batallion
- 38. Panzernachrichten-Abteilung
- 76. Heeres Flak-Abteilung (76º distaccamento FlaK dell'esercito) - dall'aprile 1941
- Unità di servizi e supporto[14]

1943
- Stab
- 3. Panzer-Regiment
  - Panzer-Abteilung I
  - Panzer-Abteilung II
- 2. Panzergrenader-Regiment (2º reggimento panzergrenadier)
  - Panzergrenadier-Bataillon I
  - Panzergrenadier-Bataillon II
- 304. Panzergrenader-Regiment
  - Panzergrenadier-Bataillon I
  - Panzergrenadier-Bataillon II
- 2. Aufklärungs-Abteilung 2
- 38. Panzerjäger-Abteilung
- 74. Artillerie-Regiment
  - Panzer-Artillerie-Abteilung I
  - Panzer-Artillerie-Abteilung II
  - Panzer-Artillerie-Abteilung III
- 273. Heeres Flak-Abteilung
- 38. Pionier-Abteilung
- 38. Panzernachrichten-Abteilung
- 84. Feldersatz-Abteilung
- Altre unità divisionali di supporto

## Decorazioni
Complessivamente, furono 33 gli uomini decorati con la Croce di Cavaliere della Croce di Ferro. Il numero comprende anche due casi non confermati; mentre un membro, Kurt Reuschel, venne decorato con la Croce di Cavaliere con Fronde di Quercia e Spade in data 08/12/1944.

I membri che ricevettero la Croce Tedesca d'oro furono 92, mentre altri 32 soldati si videro appuntare nel petto la spilla d'onore dell'esercito.

## Comandanti
| Nome                           | Grado           | Inizio            | Fine              | Note                    |
| Heinz Guderian                 | Generalleutnant | 15 ottobre 1935   | febbraio 1938     |                         |
| Rudolf Veiel                   | Generalleutnant | 1º marzo 1938     | 16 febbraio 1942  |                         |
| Hans-Karl Freiherr von Esebeck | Generalleutnant | 17 febbraio 1942  | 31 maggio 1942    | effettivo da marzo      |
| Arno von Lenski                | Generalmajor    | 1º giugno 1942    | 30 giugno 1942    |                         |
| Hans-Karl Freiherr von Esebeck | Generalleutnant | 1º luglio 1942    | 9 agosto 1942     | ferito in combattimento |
| Vollrath Lübbe                 | Oberst          | 10 agosto 1942    | 28 agosto 1942    |                         |
| Karl Fabiunke                  | Oberst          | 29 agosto 1942    | 4 settembre 1942  |                         |
| Vollrath Lübbe                 | Generalleutnant | 5 settembre 1942  | 31 gennaio 1944   |                         |
| Heinrich Freiherr von Lüttwitz | Generalleutnant | 1º febbraio 1944  | 5 maggio 1944     |                         |
| Franz Westhoven                | Generalleutnant | 5 maggio 1944     | 26 maggio 1944    |                         |
| Heinrich Freiherr von Lüttwitz | Generalleutnant | 27 maggio 1944    | 31 agosto 1944    |                         |
| Eberhard von Nostitz           | Oberst          | 1º settembre 1944 | 20 settembre 1944 |                         |
| Henning Schönfeld              | Generalmajor    | 21 settembre 1944 | 14 dicembre 1944  |                         |
| Meinrad von Lauchert           | Oberst          | 15 dicembre 1944  | 28 febbraio 1945  |                         |
| Meinrad von Lauchert           | Generalmajor    | 1º marzo 1945     | 19 Mar 1945       |                         |
| Oskar Munzel                   | Generalmajor    | 20 marzo 1945     | 3 aprile 1945     |                         |
| Karl Stollbrock                | Oberst          | 4 aprile 1945     | 8 maggio 1945     |                         |

Dati tratti da: e.